# アルカンタラ＝テラ駅
アルカンタラ＝テラ駅（ポルトガル語: Estação Ferroviária de Alcântara-Terra）はポルトガルのリスボンエストレーラ地区にある、リスボン近郊鉄道アザンブジャ線の駅。
アザンブジャ線の終点であるが、南方にカスカイス線に繋がる非電化の線路がある。ただし旅客用として使用されていない。

## 歴史
1887年4月2日にシントゥラ線とオエステ線の終点として開業した。ただし、オエステ線は1891年7月11日のロシオ駅開業まで終点として機能していた。1891年8月10日にはアルカンタラ＝テラからアルカンタラ＝マール駅までの支線が開通し、シントゥラ線とカスカイス線が接続された。
2001年に2階建て車両の3500系が当駅とヴァラ・ノヴァ・ダ・ライーニャの間で運行が開始された。
1991年から2008年の間、アルカンタラ＝テラ駅〜アルカンタラ＝マール駅間の高架連絡橋が存在していた。
2015年6月14日のダイヤ改正により、当駅は平日のみの営業となり、週末は電車の運行が無くなった。

## 駅構造
ホームは3面4線を有し、トレイン・シェッドに覆われている地上駅。その内2番線のみ南方にカスカイス線に繋がる線路が伸びているが、その他の番線のホームは頭端式となっている。ホームのの高さは40cmまたは90cm、長さは90mまたは210mある。駅舎はホーム西側に位置する。

## 駅周辺
- セウタ通り（ポルトガル語版）
- ネセシダーデス宮殿（ポルトガル語版、英語版）
- アルカンタラ聖ペテロ教会（ポルトガル語版）
- アルカンタラ＝7月24日通り電停（ トラム15E系統（ポルトガル語版）・18E系統（ポルトガル語版））
- ピンゴ・ドーセ（ポルトガル語版、英語版）
- CUFテージョ病院
- アルカンタラ＝マール駅（ カスカイス線）
- カリス博物館（ポルトガル語版、英語版）

## 隣の駅
ポルトガル国鉄
 アザンブジャ線
カンポリデ駅 - アルカンタラ＝テラ駅